# 康孔 (智利)
康孔是智利的城市，位於該國中部瓦爾帕萊索大區的瓦爾帕萊索省，始建於1995年12月28日，面積76.0平方公里，海拔高度27米，2012年人口37,169人，人口密度每平方公里490人。